# Gotthard (groupe)
Pour les articles homonymes, voir Gotthard.
Gotthard est un groupe de hard rock suisse, originaire de Lugano, Tessin. Depuis sa création, le groupe suisse connait un grand succès en Europe essentiellement, surtout en Allemagne. Le groupe a souvent conquis la première place des classements suisses avec des chansons devenues des tubes tels que Heaven, One Life One Soul, Lift U Up, Let it Rain, Anytime Anywhere. Bien qu'originaire d'un canton suisse italophone, le groupe chante en anglais.

## Biographie

### Origines et débuts (1989–1996)

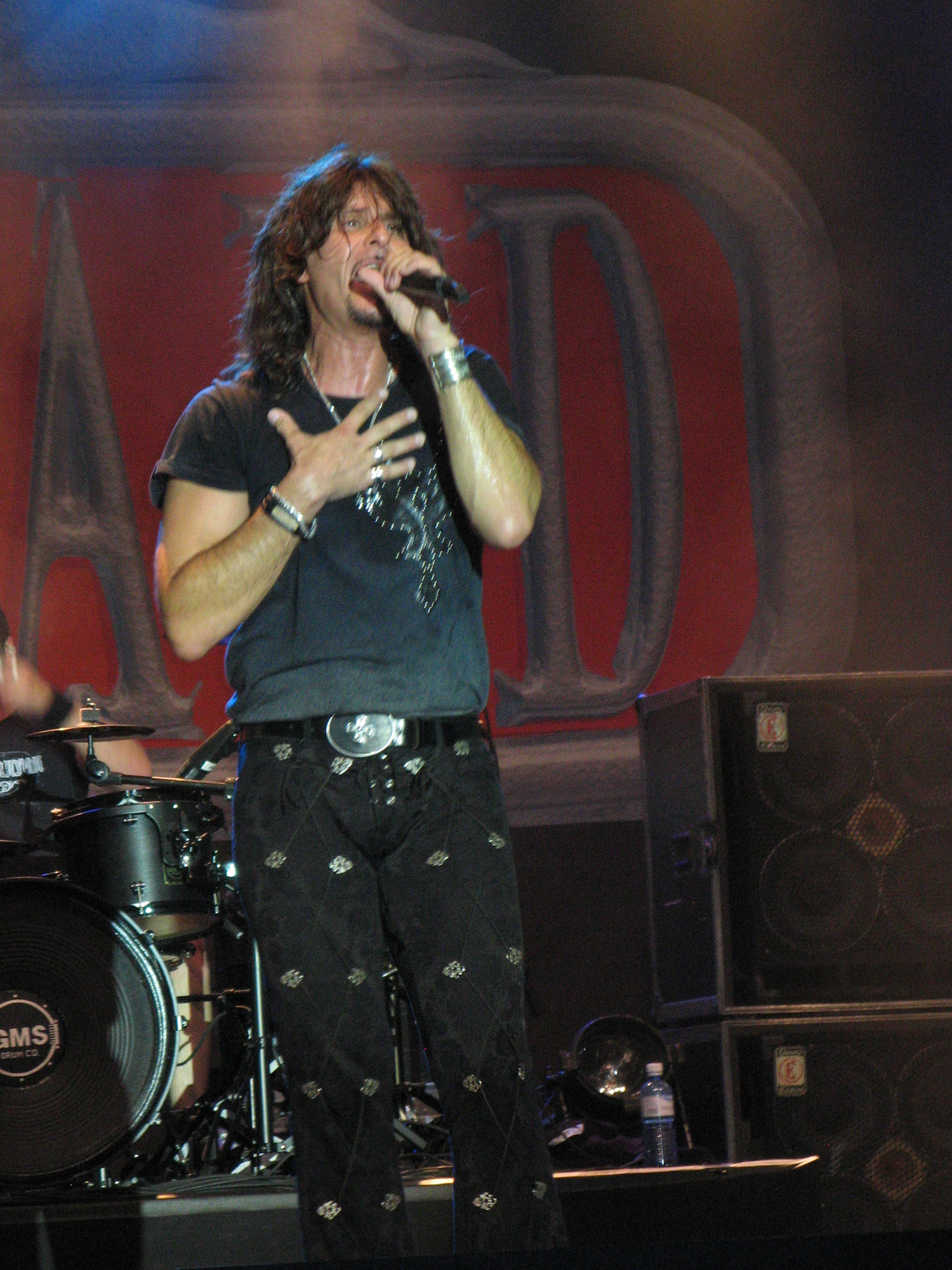
Steve Lee en 2010.

À la fin des années 1980, Marco Antognini, premier manager du groupe Gotthard durant quinze ans, invite Chris Von Rohr (Krokus) afin de découvrir le groupe Krak qui deviendra plus tard Gotthard. Steve Lee alors chanteur du groupe Forsale accepte de rejoindre le groupe Krak où joue également Leo Leoni. Ce dernier jouera de la guitare rythmique sur l’unique album de Forsale, Stranger in Town, en tant qu'invité. Les deux musiciens avaient formé le groupe Krak en 1990. Sous l'aile de Marco Antognini, qui engage Chris Von Rohr comme producteur musical, Kra enregistre son premier disque à Los Angeles en 1991. Marc Lynn (ex-China) et Hena Habegger (ex-Steve Thompson Band) rejoignent le groupe en 1992.
En 1992, le groupe publie son premier album éponyme, Gotthard, qui reste 35 semaines dans les classements suisses avec la 5e place comme meilleure place. MTV commence à diffuser les clips vidéos des deux singles de l'album, Hush et All I Care for. Le groupe fait une tournée en Suisse avec comme point d'orgue, la première partie de Bryan Adams au Hallenstadion à Zurich. Suivra une tournée européenne avec Magnum, et une en Allemagne en compagnie du groupe de hard rock allemand, Victory. Le groupe obtient son premier disque d'or en Suisse. En 1993, le groupe est nommé pendant les World Music Awards et gagne le Rete3 - Price Golden Reel Ampex Award. Il donne également plusieurs shows dans des concerts en plein air en Suisse.
En 1994, Gotthard publie son deuxième album, Dial Hard, qui atteint la première place des classements suisses, et est certifié disque de platine. Cet album atteint également les classements allemand et japonais, pays où le groupe tourne en tête d'affiche. Le groupe participe la même année au Rock am Ring, et leur concert du 7 juillet au Festival de Jazz de Montreux est retransmis à la télévision suisse.
En 1995, le groupe enregistre son troisième album, G., à Los Angeles et sort le single Father Is that Enough? qui entrera dans les classements suisses deux semaines seulement après sa parution où il atteindra la 21e place. Le groupe participe à la bande son de Frankie une série allemande qui sera diffusée lors de la période de Noël 1995 (ZDF / SRG SSR). En 1996, l'album G. sort en janvier et entre directement à la première place des charts suisses et sera certifié disque de platine. La tournée helvétique qui suivra sera complète et le groupe reçoit le Prix Walo dans la catégorie rock. Le guitariste Mandy Meyer (ex-Krokus, Asia) se joint au groupe pour les tournées. Ils effectuent une grande tournée en Allemagne (20 dates) où l'album est entré dans le top 50 pendant laquelle sera enregistré un maxi cd live The Hamburg Tapes. Le groupe se produira aussi au Japon.

### DeOpenàHuman Zoo(1997–2003)

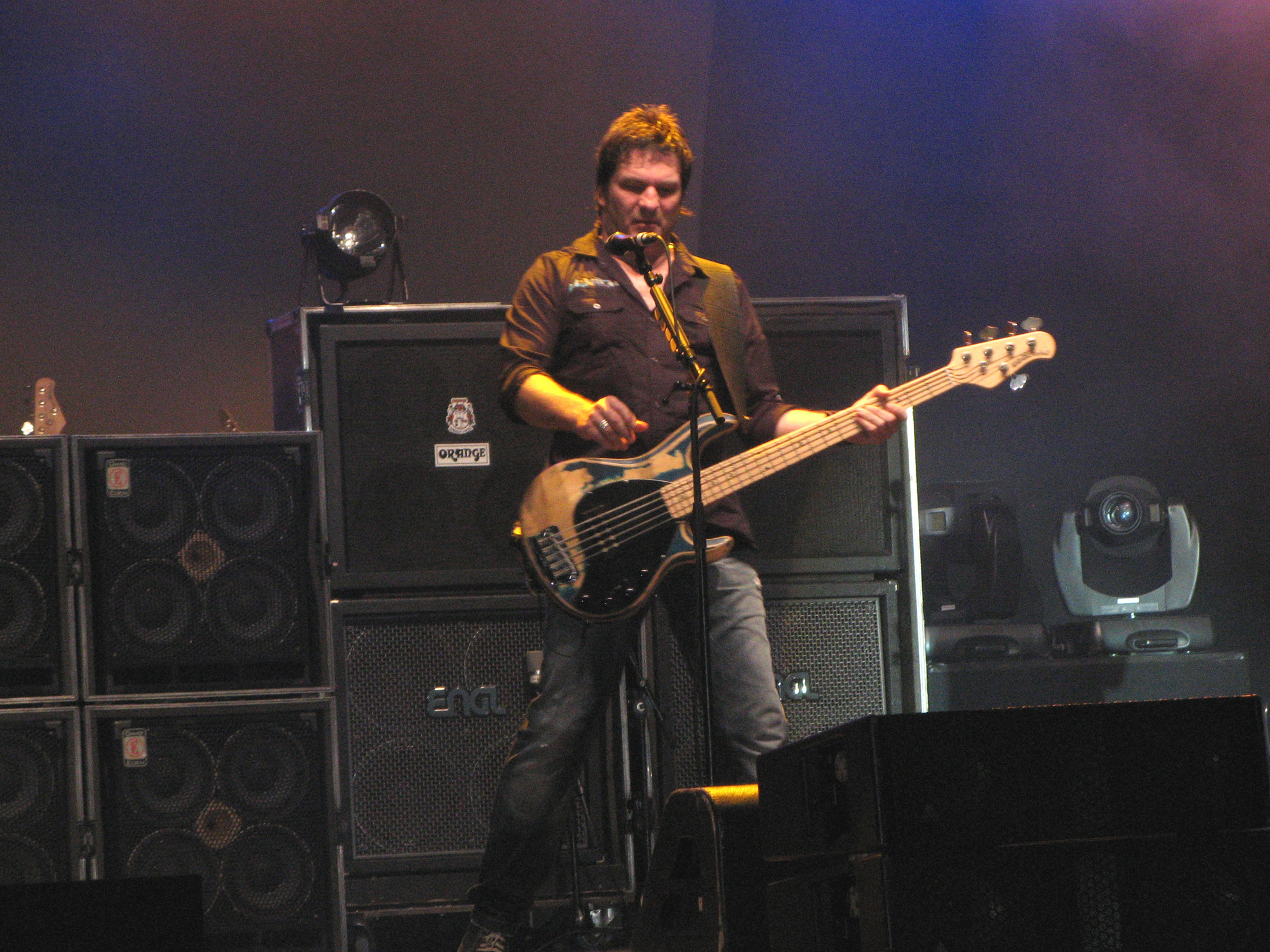
Marc Lynn en 2010.

En février 1997 sort le single One Life One Soul, enregistré en duo avec la cantatrice espagnole, Montserrat Caballé, connue dans le monde du rock pour sa collaboration avec Freddie Mercury de Queen pour le titre Barcelona. En mars 1997, Gotthard reçoit le prix WALO pour la deuxième année consécutive. Ils jouent dans divers festivals suisses et enregistrent également un album live acoustique D-Frosted qui sortira en septembre et atteindra la première place des classements suisses. Mandy Meyer devient définitivement le 5e membre du groupe. Leur tournée est à nouveau complète en Suisse et en Allemagne et ils donnent des concerts pour la première fois en France et en Italie.
En janvier 1998, ils sortent le single Someday. En juin 1998, ils remportent un prix à l'International Music Award de Monaco. En juillet 1998, ils commencent à enregistrer le prochain album qui sera intitulé Open. En novembre sort le single Let it Rain qui connaît un grand succès en atteignant le top 10 en Suisse. Le groupe jouera ensuite en première partie de Deep Purple en France avant de s'embarquer pour une tournée promotionnelle en Suisse et en Allemagne. En février 1999, l'album Open sort. Cet album, qui délaisse le hard rock typé de Gotthard pour un rock beaucoup plus pop, entre dans les classements suisse directement à la première place, place qu'il occupera six semaines consécutives et se classera dans le top 30 en Allemagne et en Autriche. Cet album est certifié double disque de platine. Le groupe part ensuite en tournée en Allemagne, en Suisse, en France et pour la première fois en Hollande, il jouera aussi dans divers festivals en Europe. En septembre le titre Blackberry Way, reprise d'une chanson du groupe anglais The Move, sort en single accompagné d'un clip vidéo. En novembre sort le single Merry X-Mas et en décembre le groupe part en tournée en Suisse pour le Christmas Tour.
L'année 2000 sera assez calme, le groupe s'investissant surtout dans la construction de son propre studio d'enregistrement. En novembre, sortie du single, Heaven qui sera le seul single du groupe à atteindre la première place des classements helvétiques et à recevoir un disque d'or. En décembre 2000, le studio est terminé et le groupe commence à enregistrer l'album suivant intitulé Homerun. En fin janvier 2001, le groupe publie l'album Homerun, directement classé à la première place des classements suisses et en mars sortie du single du même nom. Cet album dans une veine assez proche de Open, bien que plus rock, sera triple disque de platine. En juin, ils sont les invités de Jon Bon Jovi à Zurich, Vienne et Munich. En juillet 2001, c'est par AC/DC qu'ils seront conviés, à Turin cette fois. En octobre, le titre Heaven sera ré-enregistré avec des sportifs suisses avec qui le groupe fera une apparition lors du Sportgala à la télévision suisse SF DRS. En janvier 2002, ils gagnent pour la troisième fois le prix WALO, ils tournent le clip vidéo de Heaven à Bangkok, en Thaïlande, donnent des shows Art on Ice en Allemagne et en Suisse et sortent l'album de compilation One Life One Soul, qui répertorie les meilleures ballades du groupe. Pendant l'été, Gotthard participe au festival Ministry of Rock, l'Open Air de Frauenfeld en partageant la tête d'affiche avec The Cure et Rammstein. Le groupe se sépare aussi de Chris Von Rohr et en octobre, ils enregistrent le futur album Human Zoo, qui sera mixé à Los Angeles, avec le producteur Marc Tanner (The Calling, Aerosmith).
En février 2003, l'album Human Zoo entre en première place des classements suisses. Cet album marque un certain durcissement avec une alternance de titre « hard » et d'autres plus calmes. Ils sortent plusieurs singles, notamment Have A Little Faith et Janie's Not Alone. Plusieurs tournées et festivals sont également au programme au printemps et en été. En mai le groupe joue à Saint-Pétersbourg dans le cadre du 300e anniversaire de la ville et au Kremlin, à Moscou. En juin, le groupe tourne au Japon.

### DeLipserviceàNeed to Believe(2004–2009)

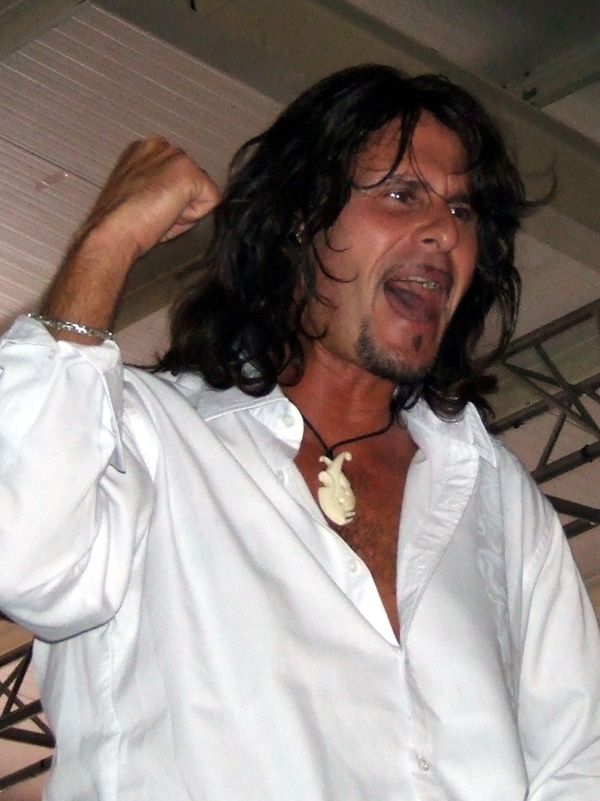
Steve Lee au festival rock de Lorca, le 18 juin 2006.

2004 devient l'année du grand changement. En avril 2004, ils changent de management, et en mai le nouveau guitariste Freddy Scherer remplace Mandy Meyer. Ils enregistrent la chanson officielle de l'équipe suisse des Jeux Olympiques d'Athènes, One Team One Spirit. Ils sortent également un double CD best-of également appelé One Team One Spirit, composé d'un CD best-of rock et un CD best-of ballades. Le mois d'août marque le lancement de leur propre label de disque, G. Records. En octobre ils commencent à enregistrer Lipservice, le futur album. En décembre le groupe reçoit un Diamond Award pour plus d'un million de disques vendus en Suisse et signe un contrat à l'échelle mondiale avec le label allemand Nuclear Blast.
Au printemps 2005, le groupe publie le nouveau single Lift U Up dont le clip sera tourné à Bucarest en Roumanie. L'album Lipservice est publié en juin et est directement en tête des classements helvétiques, et est déjà certifié disque de platine grâce au pré-ventes. Le ton est nettement plus vigoureux et renoue avec la musique des trois premiers albums. Le groupe part en tournée à travers l'Europe et enregistre et filme le  concert du 8 décembre donné pour de l'inauguration du nouveau Hallenstadion à Zurich. Le CD/DVD sera intitulé Made In Switzerland - Live in Zurich et sortira en avril 2006. Ils reçoivent le double disque de platine pour Lipservice et le disque de platine pour l'album live. Le groupe participe à de nombreux festivals durant l'été et se produit dans des émissions de télévisions en Russie. En octobre ils entament une tournée sud-américaine. En décembre commence l'enregistrement du petit dernier du groupe, Domino Effect.
En mai 2007 sort l'album Domino Effect, qui sera précédée de la sortie du single Anytime, Anywhere, issu de l'album Lipservice ; ce titre aura droit à une version espagnole nommée El Traidor. Petite curiosité, à partir d'avril, l'AMAG du Tessin commercialise une VW Golf Gotthard Special Edition. Le groupe participe aux festivals d'été et part au mois de septembre en tournée en Russie, en Corée du Sud et au Japon. À son retour, une tournée européenne est au programme.
En janvier 2008, Gotthard reçoit le prix du meilleur album rock suisse pour Domino Effect lors de la première cérémonie du Swiss Music Awards Show. Le mois suivant, ils tournent au Benelux. En avril 2008, le groupe participe au concert Unplugged In Zermatt avec Jon Lord comme invité spécial sur le titre Hush. Le concert est enregistré pour la télévision suisse. En mai 2008, le groupe tourne en Scandinavie, et le titre Lift U Up est remixé par le DJ MousseT, remix qui sert de support à l'équipe de football suisse pour l'Euro 2008. Gotthard se produit d'ailleurs dans différentes zones d'animations implantés autour des stades pendant de ce championnat. L'été est consacré aux divers festivals dont celui-ci que le groupe organise lui-même avec l'appui de Harley Davidson au Col du Saint-Gothard. Octobre et novembre, le groupe est l'invité spécial en Allemagne du 40th Anniversary Arena Tour de Deep Purple. En décembre, le groupe ré-intègre son studio pour commencer l'écriture de son nouvel album.
Le début de l'année 2009 sera consacré à l'enregistrement du nouvel album avec le producteur Richard Chycki. Après avoir passé l'été à se produire dans différents festivals, le groupe présente en septembre son nouvel opus intitulé Need to Believe. Le groupe part ensuite pour une tournée européenne qui le verra assurer les premières parties de Deep Purple sur les dates françaises notamment à Amiens, Nantes, Chambéry et Marseille.

### FirebirthetBang!(2010–2016)

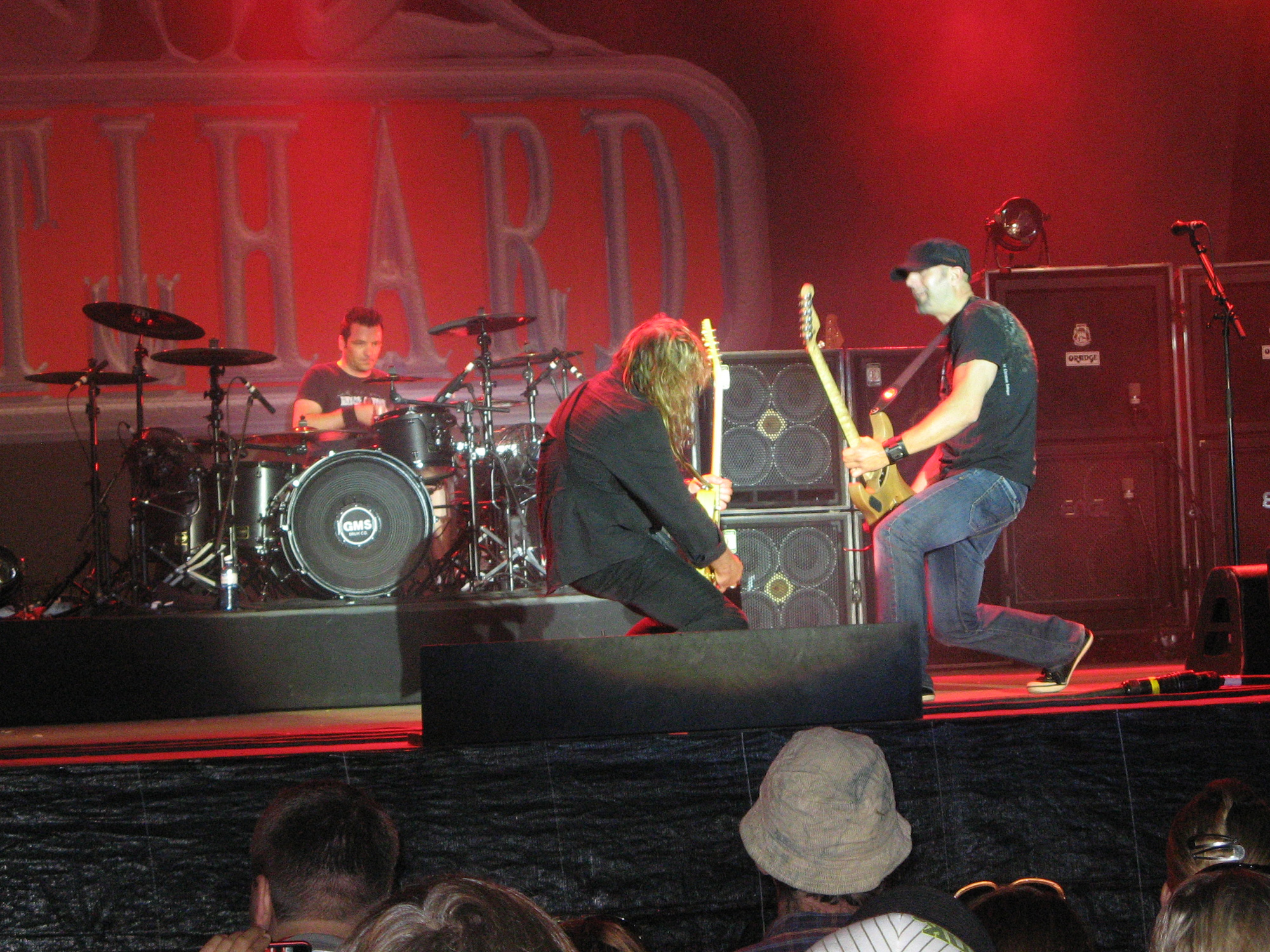
Hena Habegger Leo Leoni et Freddy Scherer en 2010.

Le groupe commence l'année 2010 par une tournée en Scandinavie qu'il doit interrompre à Bergen en Norvège à la suite de problèmes de voix de Steve Lee. En juin, Gotthard renoue avec son ancien management, Bottom Row, après huit ans de séparation et avec l'été arrive le temps des festivals (Europe, Japon) qui verra le groupe enregistrer son concert de Lugano en vue d'un futur album live. Malheureusement en octobre intervient le décès brutal du chanteur Steve Lee dans un accident de la route aux États-Unis. Alors qu'il était en virée en moto avec des amis bikers, le mardi 5 octobre à 17 h 45 sur l'Interstate 15 au nord de Las Vegas, le groupe de motards fait une pause sur la bande d'arrêt d'urgence pour enfiler des combinaisons de pluie. Un chauffeur de semi-remorque perd le contrôle de son véhicule et percute plusieurs motos dont l'une d'entre elles est projetée sur Steve Lee, qui décèdera sur les lieux de l'accident. En décembre sort un album de compilation en hommage à Steve Lee intitulé Heaven - Best of Ballads part 2.
En fin avril 2011, les membres du groupe déclarent, sur leur site officiel, vouloir continuer l'aventure et cherchent un nouveau chanteur pour remplacer Steve. En mai, Freddy Scherer, Hena Habegger accompagnés par d'autres musiciens suisses se produisent sous le nom de Napoleons Fanfares au festival de Brütten dans le Canton de Zurich. Le 30 septembre sort Homegrown - (Alive) in Lugano l'album live enregistré un an plus tôt, il comprend un titre bonus inédit The Train. La même année, Nic Maeder succède à Steve Lee, et relance le groupe Gotthard. Le nouveau single s'intitule Remember Its Me. En 2012, le groupe publie son nouvel album, Firebirth, qui sera suivi d'une tournée homonyme.
En février 2014, le groupe annonce un deuxième album avec Nic, Bang!, pour avril. Sur cet album, on peut davantage entendre la voix du nouveau chanteur, Nic Maeder. L'album comprend la chanson ballade Maybe en duo avec Melody Tibbits. Il comprend aussi les chansons Spread Your Wings et Thank You ce dernier qui comprend un orchestre épique. L'album est écrit à la mémoire de la défunte mère du guitariste Leo Leoni. Il est enregistré et produit par Charlie Bauerfeind et Leo Leoni aux Yellow House Studios à Lugano, et mixé aux Dutch Wisseloord Studios (Mick Jagger, Paul McCartney, Tina Turner) par Ronald Prent.  En 2015, ils reçoivent le prix du meilleur album aux Swiss Music Awards.

### Silver(depuis 2017)
En 2017, Gotthard sort un nouvel album, le troisième avec Nic, s'intitulant Silver, ceci pour annoncer leurs noces d'argent. Le groupe fête ses 25 ans. Durant leur tournée, ils joueront notamment avec le groupe Krokus.

## Membres

### Membres actuels
- Nic Maeder - chant, guitare
- Leo Leoni - guitare
- Marc Lynn - basse
- Hena Habegger - batterie, percussions
- Freddy Scherer - guitare

### Membres de tournée
- Ernesto Ghezzi - claviers (pour la tournée Firebirth)
- Igor Gianola - seconde guitare (pour les tournées de 1993–1995)
- Nicolo Fragile - claviers (pour les tournées depuis 2004)

### Anciens membres
- Steve Lee - chant (décédé le 5 octobre 2010)
- Mandy Meyer - guitare (1996–2004)
- Beat Grabert

## Discographie

### Albums studio
- 1992 - Gotthard
- 1994 - Dial Hard
- 1996 - G.
- 1999 - Open
- 2001 - Homerun
- 2003 - Human Zoo
- 2005 - Lipservice
- 2007 - Domino Effect [24]
- 2009 - Need to Believe[25]
- 2012 - Firebirth
- 2014 - Bang!
- 2017 - Silver
- 2019 - #13
- 2025 - Stereo Crush

### Compilations et Albums en public
- 1997 : D-Frosted (Live Unplugged inclus 4 titres inédits "Out on My Own", "Hurry", "Love soul matter" et "Someday")
- 2002 - One Life One Soul: Best of Ballads
- 2004 - One Team One Spirit: The Very Best
- 2006 : Made In Switzerland - Live in Zurich[26]
- 2010 - Heaven: Best of Ballad - Part 2
- 2011 : Homegrown: Alive in Lugano (Concert enregistré à Lugano le 17 juillet 2010)